# Louisville (Alabama)
Louisville é uma cidade  localizada no estado americano do Alabama, no Condado de Barbour.

## Demografia
Segundo o censo americano de 2000, a sua população era de 612 habitantes.
Em 2006, foi estimada uma população de 573, um decréscimo de 39 (-6.4%).

## Geografia
De acordo com o United States Census Bureau, a localidade tem uma área de 7,1 km², sem área coberta por água. Louisville localiza-se a aproximadamente 157 m acima do nível do mar.

## Localidades na vizinhança
O diagrama seguinte representa as localidades num raio de 32 km ao redor de Louisville.